# Glens Falls
Glens Falls é uma cidade localizada no Estado americano de Nova Iorque, no Condado de Warren. A sua área é de 10,2 km², sua população é de 14 354 habitantes, e sua densidade populacional é de 1 447 hab/km² (segundo o censo americano de 2000). A cidade foi fundada em 1766.

## Cidade-irmã
- Saga, Japão